# جزایر نانپو

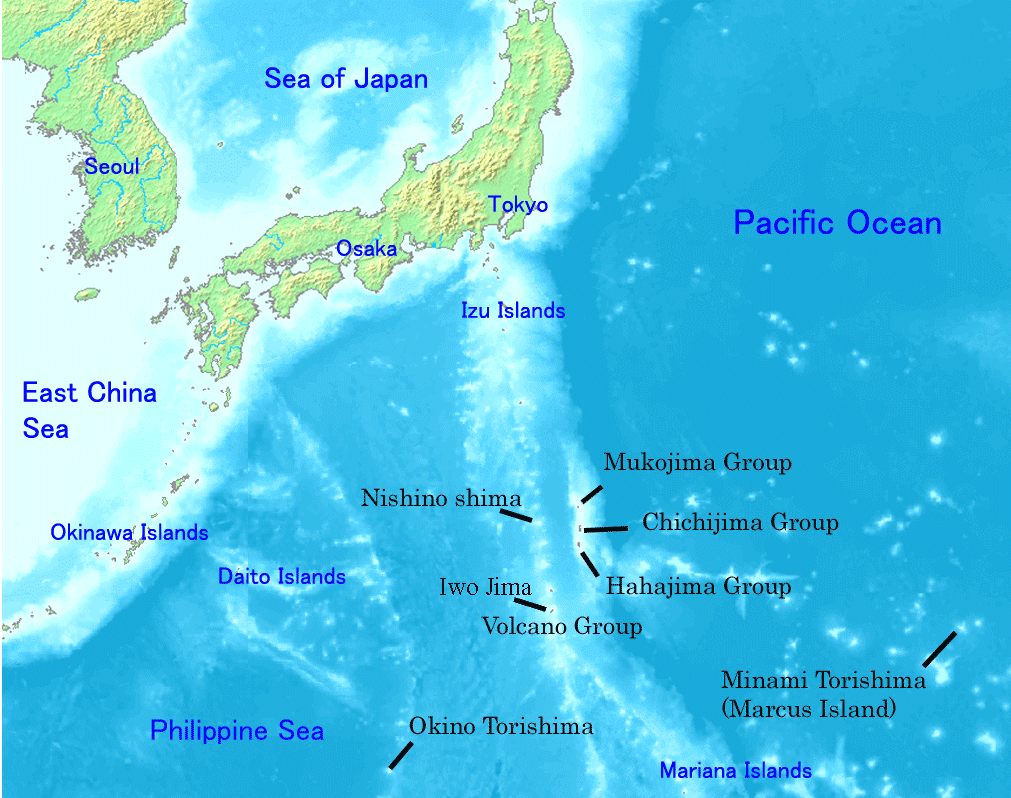
جزایر نانپو

جزایر نانپو (به ژاپنی: 南方 諸島، Nanpō Shotō) اصطلاحی جمعی برای گروه جزایری است که در جنوب مجمع‌الجزایر ژاپن واقع شده‌اند. آنها از شبه‌جزیره ایزو در غرب خلیج توکیو به سمت جنوب برای حدود ۱۲۰۰ کیلومتر (۷۵۰ مایل) تا ۵۰۰ کیلومتری (۳۱۰ مایل) از  جزایر ماریانا امتداد دارند. جزایر نانپو همه توسط شهرداری توکیو اداره می‌شوند.